# Милутин Поповић Захар
Милутин Поповић Захар (Крупањ, 12. октобар 1938) српски је и југословенски композитор, виолиниста и правник. Компоновао је и написао многе хитове народне музике: Видовдан, Иванова корита, Због тебе, моме убава, Вино точим, а вино не пијем, Кад је деда лумповао, Нема више Цицварића, Марамица, Беше некад Митке и Коштана, Учинићу све, Незнанка, Миле воли диско, Један дан живота... Аутор је и неколико дела класичне музике. Истакнути је уметник.

## Биографија
Рођен је у Крупњу у учитељској породици. Основну школу и гимназију завршио је у Лозници, а Правни факултет у Београду. Магистрирао је на одсеку Међународног права у класи Смиље Аврамов. Члан оркестра културно-уметничког друштва "Иво Лола Рибар" постао је 1960. године, а након одласка Радета Јашаревића са места шефа оркестра, постао је шеф Лолиног оркестра и на том месту остао до краја седамдесетих година. Надимак Захар дао му Раде Јашаревић по немачком виолинисти Хелмуту Захаријасу.
Аутор је великих хитова народне музике за Лепу Брену, Мериму Његомир, Мирослава Илића, Гордану Лазаревић, Снежану Ђуришић, Станишу Стошића, Василију Радојчић, Гордану Стојићевић, Изворинку Милошевић, Александра Илића.
Аутор је најпознатијих родољубивих песама Југославије - Од Вардара, па до Триглава (текст), Живела Југославија, Хеј, Југословени. Такође, компоновао је химне фудбалске репрезентације Југославије за првенства у Шпанији, Италији, Француској и Јапану. Поводом Дана државности Републике Србије, 2015. године одликован је Златном медаљом за изузетне заслуге у културним делатностима.
Из брака са архитектом Браниславом има ћерку Љиљану и са певачицом Горданом Лазаревић има ћерку и сина.

## Стваралаштво

### Народна музика
- Лепа Брена: Чачак, Чачак, Миле воли диско, Дама из Лондона, Дуге ноге, Уске панталоне, Један дан живота
- Мирослав Илић: Вино точим, а вино не пијем, Еј кафано, једини животе, Један дан живота
- Мерима Његомир: Успомена још си само, Иванова корита, Да није љубави твоје, Само једна реч, Љубе ми се црне очи, Оливера, На Дрини ћуприја
- Гордана Лазаревић: Дошло доба да се љубав проба, Требаће ти верна жена, Видовдан, Марамица, Опрости ми што мислим на тебе, Мени треба љубав, Кад у војску пођеш, Хеј крчмару, Волиш ли ме, Мала жена, Српкиња
- Снежана Ђуришић: Дилбер Јова њиву оро, Учинићу све, Пукло би срце, Остаде ми песма
- Станиша Стошић: Због тебе, моме убава, Мој мелеме
- Василија Радојчић: Беше некад Митке и Коштана, Механџијо, бре комшијо, Немој мене љубити
- Изворинка Милошевић: Ја Влајна, а ти Србијанац, У тебе сам заљубљена, Цакана
- Гордана Стојићевић: Волим једног, љубим два, Те сам ноћи преварила себе
- Тома Здравковић: Чекај ме
- Анђелка Говедаровић: Свет припада лепој жени, Ципелице на штиклице
- Оливера Катарина: Иду момци у војнике
- Александар Аца Илић: Седам виолина
- Браћа Бајић: Зри пшеница
- Стари звуци: Кад је деда лумповао
- Радиша Марковић: Незнанка, Нема више Цицварића
- Аземина Грбић: Растасмо се у прољеће
- Снежана Петковић: Једна жена заљубљена
- Вера Матовић: Владимире, Владо
- Уснија Реџепова: Хоћеш љубав, кћери Рома
- Никола Урошевић Геџа: Геџо, Србине
- Мики Јевремовић: Гркиња
- Дорис Драговић: Хеј Југословени, Тигрица (са групом Море)

Захар је је аутор стихова песме „Од Вардара, па до Триглава“ и аутор песама Живела Југославија и Хеј, Југословени. Такође, написао је стихове за композиције Низамски растанак и Свилен конац.

### Поп и џез музика
Поред народне музике, Захар је компоновао и за Микија Јевремовића, Дорис Драговић, Владимира Савчића Чобија... Снимио је један албум на коме се налазе џез обраде изворних песама.

### Уметничка музика
Од уметничке музике, компоновао је дела: Циганске сузе, Борба петлова, Врело и Ода олимпика. Велики концерт класичне музике Ода олимпика приређен је у част омладинске Олимпијаде. Догађај је изведен у Москви, у Колониј Залу 1998. године, након чега је диригент Симфонијског оркестра назвао Захара "српским Гершвином".

## Награде
- 2021: Награда Браћа Карић